# 青葉 (青森市)
青葉（あおば）は青森県青森市の大字。青葉1・2・3丁目が設置されている。2017年5月1日現在の人口は1,182人。郵便番号は030-0846。

## 地理
青森市の中心市街地から見て南に位置する。北で青葉通りをはさんで緑、東及び南で浜田、南西で東大野、西で大野と接する。20世紀末ころまではこの地区の南で市街地は途切れており、水田が広がっていたが、2000年に、イトーヨーカ堂青森店が南側の浜田一丁目に構えたため、この地区を越えて市街地がより南部に広がった。比較的小さな街区であるため町会も隣の緑地区との合同になっており「緑・青葉町会」になっている。
　幹線道路沿いは大規模小売店をはじめとして数々の商店等が数多く立地しているが、裏通りは一戸建て住宅や集合住宅も多い。

### おもな道路
- 青森市都市計画道路3・2・2内環状線 - 北の境界線を通る。この付近は通称「青葉通り」と呼ばれる。両側には並木のある幅の広い歩道が整備されている。沿道には商店のほか、集合住宅等が立ち並ぶ。
- 国道103号 - 東の境界線を通る。沿道には郊外型小売店や自動車販売店等が立地している。
- 青森県道120号荒川青森停車場線 - 西の境界線を通る。通称「中央大橋通り」。沿道には商店が数多く立ち並ぶ。

## 歴史
昭和40年代までこの地区は水田が広がっていたが、1977年（昭和52年）に隣接する緑地区にサンロード青森が開店してから、郊外の商業地に変貌した。
- 1996年（平成8年） - 青森市の奥野第一地区区画整理事業について、青森県知事から換地処分完了の公告が出されたのを受けて、町界・町名変更および地番整理が行われた。これに伴い、以下の町名が新たに設定された。
  - 青葉一丁目 - 大野字若宮、浦町字奥野の各一部
  - 青葉二丁目 - 浦町字奥野、浜田字板橋の各一部
  - 青葉三丁目 - 浦町字奥野、浜田字板橋、浜田字豊田、浜田字玉川の各一部[3]

## 施設
- 青森山田中学校・高等学校

## 交通

### 道路
- 国道103号（観光通り）
- 青森県道120号荒川青森停車場線